# Nathaniel Bowditch
Nathaniel Bowditch, född 26 mars 1776 och död 16 mars 1838, var en amerikansk matematiker och astronom, som blev speciellt bekant för sina arbeten avseende ocean-navigation. Han anges ofta som grundare av modern marin navigation. Hans verk The New American Practical Navigator, som först utkom 1802, sägs fortfarande finnas ombord på alla amerikanska kommersiella fartyg.
Bowditch utgav en engelsk översättning av Pierre Simon de Laplaces Mécanique céleste (4 band, 1829-39), anmärkningsvärd genom sina utförliga kommentarer, de enda publicerade kommentarer som finns till detta verk.